# Ngadirejo (Kepanjenkidul)
Ngadirejo is een bestuurslaag in het regentschap Blitar van de provincie Oost-Java, Indonesië. Ngadirejo telt 2863 inwoners (volkstelling 2010).